# Rubno more
Rubnim morima se smatraju mora koja se nalaze uz rub kontinenta odnosno oceana, a od njega su djelomično odvojena otočnim nizom, pragom ili morskim jarkom.
Unutrašnja mora su od svjetskih oceana odvojeni tjesnacima (često nazivanim i moreuz) koji su tako uski, da se s jedne obale vidi druga. To je osnovna razlika između unutrašnjeg i rubnog mora.